# تايرون مينغز
تايرون ديون مينغز (بالإنجليزية: Tyrone Deon Mings)‏ (مواليد 13 مارس 1993 في مقاطعة سومرست، إنجلترا)، هو لاعب كرة قدم إنجليزي يلعب مع نادي آستون فيلا و‌منتخب إنجلترا لكرة القدم في مركز قلب الدفاع.

## مرحلة الشباب

### أندية لعب لها
- نادي ساوثهامبتون

## المسيرة الاحترافية

### أندية لعب لها
- إيبسويتش تاون
- نادي بورنموث

## روابط خارجية
- تايرون مينغز على موقع الاتحاد الدولي (مؤرشف)  (الإنجليزية)
- تايرون مينغز على موقع الاتحاد الأوربي (الإنجليزية)
- تايرون مينغز على موقع إي إس بي إن إف سي (الإنجليزية)
- تايرون مينغز على موقع قاعدة بيانات كرة القدم.إي يو (الإنجليزية)
- تايرون مينغز على موقع ناشيونال فوتبول تيمز (الإنجليزية)
- تايرون مينغز على موقع Soccerbase.com (لاعب) (الإنجليزية)
- تايرون مينغز على موقع Soccerway.com (الإنجليزية)
- تايرون مينغز على موقع عالم كرة القدم.نت (الإنجليزية)
- تايرون مينغز على موقع AS.com (الإسبانية)